# Hrabstwo Kent (Maryland)

Piramida wieku hrabstwa

Hrabstwo Kent (ang. Kent County) to hrabstwo w stanie Maryland w Stanach Zjednoczonych. Hrabstwo zajmuje powierzchnię całkowitą 1 073 km². Kent jest najmniejszym hrabstwem w Maryland pod względem liczby ludności. Według szacunków US Census Bureau w roku 2006 liczyło 19 983 mieszkańców. Siedzibą hrabstwa jest miasteczko Chestertown.

## Historia
Pierwsza wzmianka o hrabstwie Kent pochodzi z 1642 roku, kiedy gubernator Leonard Calvert mianował zarządcę wyspy i hrabstwa Kent. Nazwa pochodzi od hrabstwa Kent w południowo-wschodniej Anglii, nad kanałem La Manche. W 1674 roku część hrabstwa Kent została połączona z częścią hrabstwa Baltimore i zostało w ten sposób utworzone nowe hrabstwo Cecil.

## Geografia
Całkowita powierzchnia hrabstwa wynosi 1 073 km², z czego 724 km² stanowi powierzchnia lądowa, a 349 km² (32,5%) powierzchnia wodna.

### Miasta
- Betterton
- Chestertown
- Galena
- Millington
- Rock Hall

### CDP
- Butlertown
- Edesville
- Fairlee
- Kennedyville
- Tolchester
- Worton